# Krav magá
Krav Maga (em hebraico:   קרב מגע, "combate de contato") é um sistema de combate corpo a corpo, desenvolvido em Israel, que envolve técnicas de luta, torções, defesa contra armas como armas de fogo, bastões, facas e golpes como socos, chutes, cotoveladas e joelhadas.
O Krav Magá é uma técnica de defesa pessoal derivada de habilidades de briga de rua, desenvolvidas por Imi Lichtenfeld como um modo de defender os quarteirões judeus, durante o período de ativismo antissemita em Bratislava, nos anos 1940. Após sua imigração para Israel, Imi começou a fornecer treinamento para as Forças de Defesa de Israel, desenvolvendo as técnicas que se tornaram conhecidas como Krav Maga. Desde então, ele tem sido aperfeiçoado para ambas aplicações, civis e militares.
Desenvolvido para ser utilizado em situações de sobrevivência, a sua filosofia enfatiza a neutralização de ameaças, manobras de defesa, ataques simultâneos e agressão. O Krav Maga é utilizado pelas Forças Especiais de Defesa de Israel e intimamente adotado por organizações de imposição da lei e segurança, como Mossad, Shabak, FBI, unidades da SWAT do departamento de polícia de Nova Iorque e Forças de Operações Especiais dos Estados Unidos. Existem várias organizações responsáveis pelo ensino do Krav Maga internacionalmente. Todos os golpes são treinados com o objetivo de ultrapassar todo e qualquer tipo de situação de violência, do modo mais rápido e eficaz, sendo por vezes necessários golpes letais.

## Etimologia
O nome em hebraico significa "combate de Contato.". Krav (em hebraico:  קרב) significa "combate" e Magá (em hebraico:  מגע) significa "contato".

## Princípios básicos

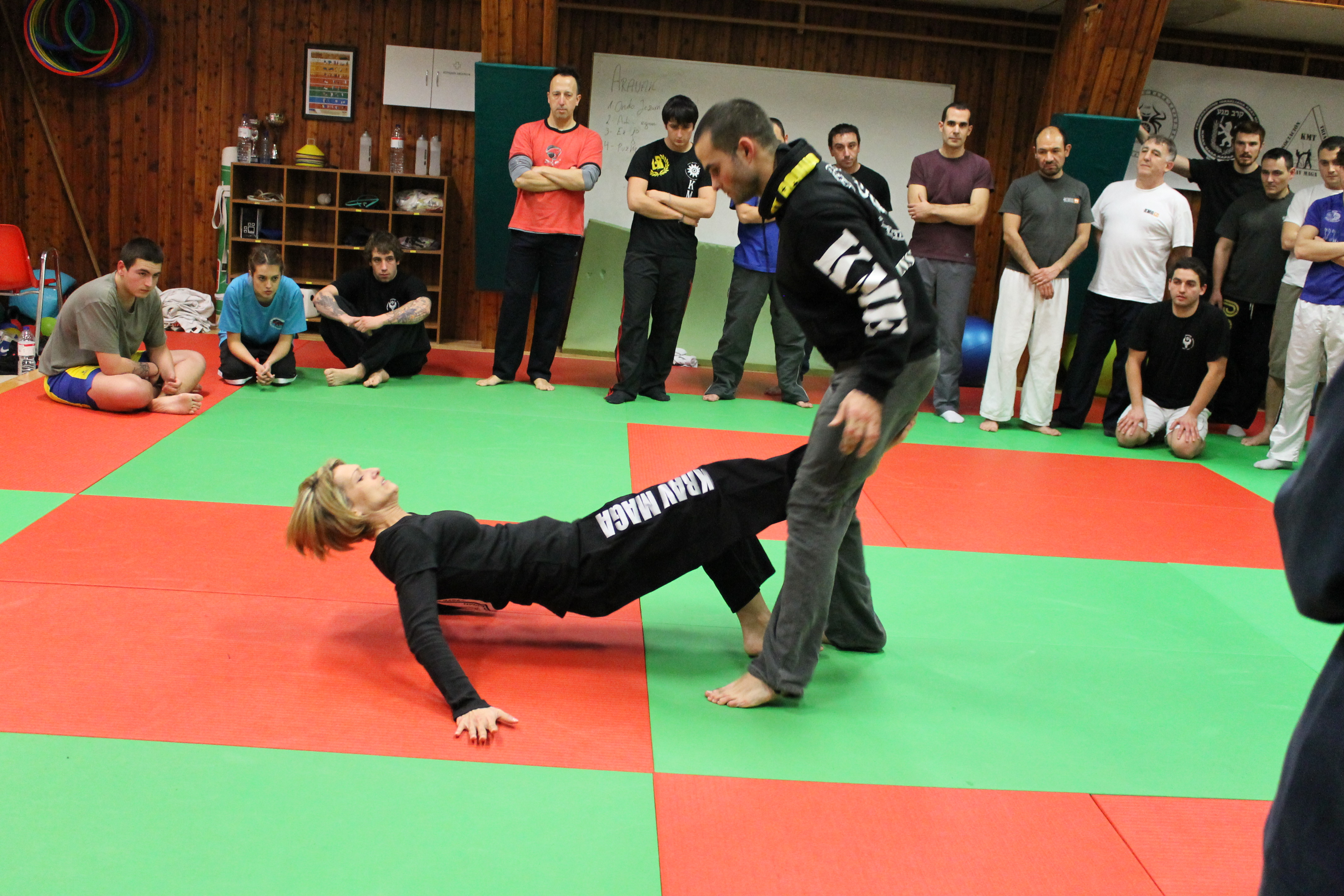
Instrutora de krav magá aplicando um golpe nos genitais. Técnica bastante utilizada nas aulas.

Não há regras para a prática do Krav Magá. Homens e mulheres recebem o mesmo treinamento, mas recomenda-se que crianças frequentem depois dos 7 anos, devido à psicomotricidade. A maioria das diversas escolas de Krav Maga do mundo, inclusive as escolas brasileiras, adotam uniformes oficiais. Porém, o Krav Maga em si não possui quaisquer tipo de uniforme comum ou adornos, mas o criador do Krav Maga, Sr. Imi Lichtenfeld, e os seus alunos sempre treinaram com um kimono de cor branca, como vemos em muitas fotos da história do Krav Maga. Algumas organizações reconhecem o progresso pelo treinamento com divisas de categoria, níveis diferentes e faixas.
Não há regras no Krav Maga pelo fato de ser uma técnica de defesa pessoal, utilizada para garantir a sobrevivência do utilizador, mantê-lo a salvo e neutralizar qualquer ameaça, utilizando todos meios disponíveis. Os princípios gerais incluem:
- Contra-atacar assim que possível (ou atacar preventivamente)
- Focar ataques nas áreas mais vulneráveis e sensíveis do corpo, como genitais, olhos, mandíbula, garganta, joelhos, etc.
- Neutralizar o oponente o mais rápido possível, respondendo com um fluxo contínuo de contra-ataques e, se necessário, matar/aleijar.
- Manter consciência dos arredores, enquanto lida com a ameaça, para perceber rotas de fuga, mais ameaças, objetos úteis para defesa e ataque, e assim por diante.

O treinamento básico mistura exercícios aeróbicos e anaeróbicos. Almofadas protetoras, luvas de foco e outros equipamentos de proteção pessoal podem ser utilizados durante o treinamento. Cenários são utilizados para treinar pessoas para situações típicas encontradas no patrulhamento de ruas ou em situações de combate. Estes cenários ensinam os estudantes a ignorar distrações paralelas e focar na agressão. Outros métodos de treinamento para aumentar o realismo incluem o uso de vendas ou exercitar os alunos até a quase exaustão, antes de lidar com ataques simulados, além de treinamentos em ambientes externos, em locais variados, em situações incapacitantes ou restritivas.
O treinamento também cobre o reconhecimento da situação para que o aluno desenvolva uma compreensão de seus arredores, e de circunstâncias antes da ocorrência de um ataque. Ele também aprende a lidar com situações menos violentas e a utilização de métodos verbais, para evitar a violência sempre que possível.

## História
O Krav Maga é resultado da vivência de Imi Lichtenfeld, em diversas artes marciais, boxe, e surgiu do aprimoramento da disciplina de combate já existente e estruturada, o Krav Panim el Panim - KAPAP. Primeiro, ele ensinou o seu sistema de luta em Bratislava, para ajudar a proteger a comunidade Judaica local da milícia nazista. Ao chegar no Mandato Britânico da Palestina, Imi começou a ensinar Krav Maga para a Haganah, o exército Judaico. Na metade da década de 1950, a expressão "Krav Maga" já havia dominado sobre o KAPAP.
Com o estabelecimento do Estado de Israel, em 1948, Imi Lichtenfeld tornou-se o Instrutor Chefe de Condicionamento Físico e Defesa Pessoal na Escola de Aptidão ao Combate das Forças de Defesa de Israel (IDF). Ele serviu na IDF por 20 anos e, durante esse tempo, continuou a desenvolver e refinar o seu método de combate corpo-a-corpo.
Nos anos 1970, ele saiu do serviço militar, mas continuou a supervisionar a instrução de Krav Maga em ambos contextos, militares e imposição da lei; além disso, trabalhou incansavelmente para refinar, aperfeiçoar e adaptar o Krav Maga para atender necessidades civis.
Os dez primeiros alunos de Imi Lichtenfeld a receberem a faixa preta 1.º Dan foram: Eli Avikzar, Haim Gidon, Rafi Elgarisi, Haim Zut, Shmuel Kurzviel, Shlomo Avisira, Vicktor Bracha, Yaron Lichtenstein, Avner Hazan e Miki Asulin. O irmão de Yaron Lichtenstein e criador da Federação Sul Americana de Krav Magá, Kobi Lichtenstein, treinou com o Eli Avikzar e recebeu dele a faixa preta em 1984.Veja na Linhagem do Krav Magá
Em 1978, Imi Lichtenfeld fundou a Associação Isralense de Krav Maga (IKMA) junto com os seus mais experientes instrutores. O objectivo era a criação de um órgão sem fins lucrativos, que servisse de estrutura de apoio a todos os praticantes e que promovesse a pureza do Krav Maga, permitindo o seu desenvolvimento como método de defesa nacional e combate no seio de uma organização não partidária, não política. Independente de outras organizações desportivas, é criada pelas mãos de Imi e dos seus melhores alunos. a Israeli Krav Maga Association, tendo como fundador Imi Lichtenfeld 

### Expansão aos Estados Unidos
Até 1980, todos os especialistas em Krav Maga viveram em Israel e treinaram na Israeli Krav Maga Association (IKMA). Aquele ano marca o começo do contato entre especialistas israelenses de Krav Maga e estudantes interessados, nos Estados Unidos. Em 1981, um grupo de seis instrutores de Krav Maga viajaram para os EUA para demonstrar o seu sistema, primeiro para Centros Comunitários Judaicos locais. O escritório de campo de Nova Iorque do FBI e o Principal Centro de Treinamento do FBI em Quântico, Virgínia presenciou as demonstrações e expressou interesse. O resultado foi uma visita de 22 pessoas dos EUA a Israel, durante o verão de 1981, para receber um curso básico de instrutor de Krav Maga. Os graduados deste curso retornaram aos EUA e começaram a estabelecer instalações de treinamento em suas áreas locais. Estudantes # suplementares viajaram a Israel, em 1984, e novamente em 1986, para se tornar instrutores. Ao mesmo tempo, instrutores de Israel continuaram visitando os EUA. Treinamentos para imposição da lei nos EUA começaram em 1985.

### Expansão para a América do Sul e Brasil
Em 1990, Kobi Lichtenstein chegou ao Brasil, com o objetivo de introduzir o Krav Maga na América do Sul.
Em 28 de maio de 2010, durante os eventos da comemoração dos 100 anos do nascimento de Imi Lichtenfeld, a Federação Sul Americana de Krav Maga (FSAKM) organizou, na Praia de Copacabana, no Rio de Janeiro, a maior aula de defesa pessoal do mundo, que contou com a presença do Grão-Mestre Haim Gidon. O evento foi auditado e registrado pelo Guiness World Records. Compareceram 2212 pessoas, que receberam instruções do Kobi Lichtenstein, num palco montado na praia. O evento também serviu para comemorar os 20 anos da introdução do Krav Maga no Brasil.
Atualmente, existem outras grandes federações de Krav Maga no Brasil: a Federação Internacional de Krav Magá, fundada em 2020, pelo Israelense Mestre Avigdor Zalmon, o Introdutor do Krav Magá no Estado de São Paulo (fundou o Centro de Krav Magá Perdizes em 1999), a Federação Paulista de Krav Maga e Kapap, fundada na cidade de São José dos Campos, Interior de São Paulo, pelo mestre Clésio Mota Galvão Júnior, 4.º Dan, ligada a Itay Gil, 6.º Dan e capitão do exército de Israel. Além da Federação Brasileira de Krav Maga e Kapap , coordenada pelo professor Veruilson Nogueira e sob a direção do Grão-Mestre Uri Refaeli.
Existe ainda a Krav Maga Real Combat, fundada na cidade de Ibitinga, interior do estado de São Paulo, liderada pelo Mestre Renato Pires, entidade atuante em todo o Brasil, ligada oficialmente a WFMC e AFSO , além de ter sua própria entidade internacional fundada no Brasil.
Cabe ressaltar que o primeiro instrutor e militar de carreira a ensinar regularmentar o Krav Maga nas Forças Armadas Brasileiras foi o Coronel Fernando Montenegro, também faixa preta de Karatê Shotokan e possuidor dos cursos do Exército Brasileiro de Paraquedista Militar, Comandos, Forças Especiais e Operações na Selva. Após concluir o Curso de Instrutor da Federação Sul-Americana de Krav Maga em 2008, esse militar foi transferido para o Centro de Instrução de Guerra na Selva (CIGS), em Manaus, onde foi designado Chefe da Divisão de Ensino (Chefe da Equipe de Instrução). Dessa forma, durante os anos de 2009 e 2010, a carga horária das instruções de lutas foi usada para o ensino sistemático de Krav Maga. Nesse período, o oficial também conduziu as instruções de Krav Maga do Curso de Operações Policiais Especiais da Polícia Militar do Estado do Amazonas. Após solicitações de civis de Manaus, o Coronel Fernando Montenegro passou a ensinar na Academia Judô Fort Club e no Colégio Militar de Manaus. Posteriormente, o seu aluno Joerg Stefan Wittkowski deu prosseguimento às atividades com civis na cidade de Manaus, hoje vinculado com a PRO Krav Maga, com a sua academia no parque 10 em Manaus.
No 2.º semestre de 2010, o Coronel Fernando Montenegro foi nomeado Comandante do 1.º Batalhão de Infantaria Motorizado (Escola), também conhecido como Regimento Sampaio. Sendo essa unidade designada para realizar a operação de ocupação e pacificação dos Complexos do Alemão e da Penha, foi constituída a Força Tarefa Sampaio (FT Sampaio) que, por determinação do seu comandante, treinou Krav Maga regularmente na preparação e ao longo da missão de pacificação, contando também o apoio do Instrutor Alexandre Muller.

### Expansão para a África do Sul
Nos últimos dois anos, uma nova companhia de Krav Maga se instalou na África do Sul. O treinamento é constituído principalmente de treinamento civil, embora eles treinem para se preparar e se unir a unidades militares.

### Angola
O Krav Maga chegou a Angola, mais propriamente a Luanda, pelas mãos do Instrutor Márcio Bainhas, actualmente ligado à IKMF (International Krav Maga Federation).

### Expansão para a Europa
"Nos anos 1990, os pioneiros na Europa são França, Bélgica, Alemanha, Espanha, Itália, através da FEKM, liderada por Richard Douieb, segundo a delegação que lhe havia sido dada pelo mestre Imi Lichtenfeld de difundir o Krav Maga pela Europa."

## A luta
A concepção do Krav Magá revela um caminho que permite a qualquer um exercer o direito à vida, mesmo no cenário violento. É a única luta não reconhecida mundialmente como arte marcial. Não há regras ou competições, pois sua técnica visa à legítima defesa em situações de perigo real. Com respostas simples, rápidas e objetivas para situações de violência do dia a dia, mostra ao cidadão comum como se defender, independentemente de condicionamento físico, idade ou sexo. Com origem militar, a sua aplicação nas forças de segurança já foi adotada por corporações do mundo inteiro por sua eficiência em combate.
Os princípios utilizados na luta são:
- Ser o mais rápido;
- Manter o peso na área de contato com o alvo;
- Atingir os pontos críticos do corpo;
- Evitar ser atingido;
- Usar objetos ou ferramentas que estão por perto;
- Alternar de defesa para ataque rapidamente;
- Usar os reflexos naturais do corpo;
- Neutralizar o alvo;
- Ser objetivo (exemplo: "Se queremos fugir, fugimos; se queremos bater, batemos").

A ideia básica é tratar da ameaça imediata (um estrangulamento, por exemplo), prevenir que o agressor possa voltar a atacar, neutralizar o agressor, proceder todos os passos de maneira simples e eficaz. Ter em conta tirar vantagem da iniciativa do agressor o mais rápido possível. O Krav Maga geralmente assume uma posição em que se tenta infligir ou defletir o máximo de dor no oponente. Genitais, olhos, e outras zonas de "golpes baixos" são enfatizadas, tal como outros golpes em que se maximize o dano ao adversário. É utilizado o peso do corpo para se atacar (aproximadamente 2/3 do total). É claramente aceitável fugir da situação de conflito (retirada tática), se a situação nos obrigar a isso. O Krav Maga pode ser utilizado contra oponentes armados de várias maneiras ou contra vários adversários. É também um método de defesa muito eficaz em ambientes fechados (como um avião, por exemplo).

## Técnicas
Juntamente com técnicas desenvolvidas por Lichtenfeld, o Krav Maga integra técnicas do combate militar, kung-fu, karatê, boxe, savate, muay thai, judô, aikido, wrestling ocidental e jiu-jitsu. O treino e objetivos são bastante diferentes, onde aumentamos a dificuldade e o stress nos piores tipos de situações (contra vários oponentes, contra a parede, enquanto se protege alguém, sem a utilização de um braço, quando tontos, contra agressores armados...).
Mais ainda, o fato de não haver regras conduz a um tipo diferente de mecanismo de reflexos (proteção da nossa zona genital e dos nossos olhos, por exemplo). O objetivo é ultrapassar rapidamente a situação. O treino enfatiza a prática na realidade em situações possíveis de ocorrer nos dias atuais. É colocada muita atenção em fatores como a resistência, a velocidade explosiva e a concentração. É comum desenvolver treinos com vários fatores externos propícios a causar distrações, para que o aluno se abstraia de tudo o que é irrelevante e se concentre na ameaça.
Mesmo que nos treinamentos grande parte da aplicação de golpes seja controlada e executada de forma segura, pratica-se exaustivamente sparring em todas as fases de combate (de pé, clinch, solo) com contacto, usando equipamento de protecção adequado, assim como na aplicação das técnicas de defesa pessoal

## Utilização atual

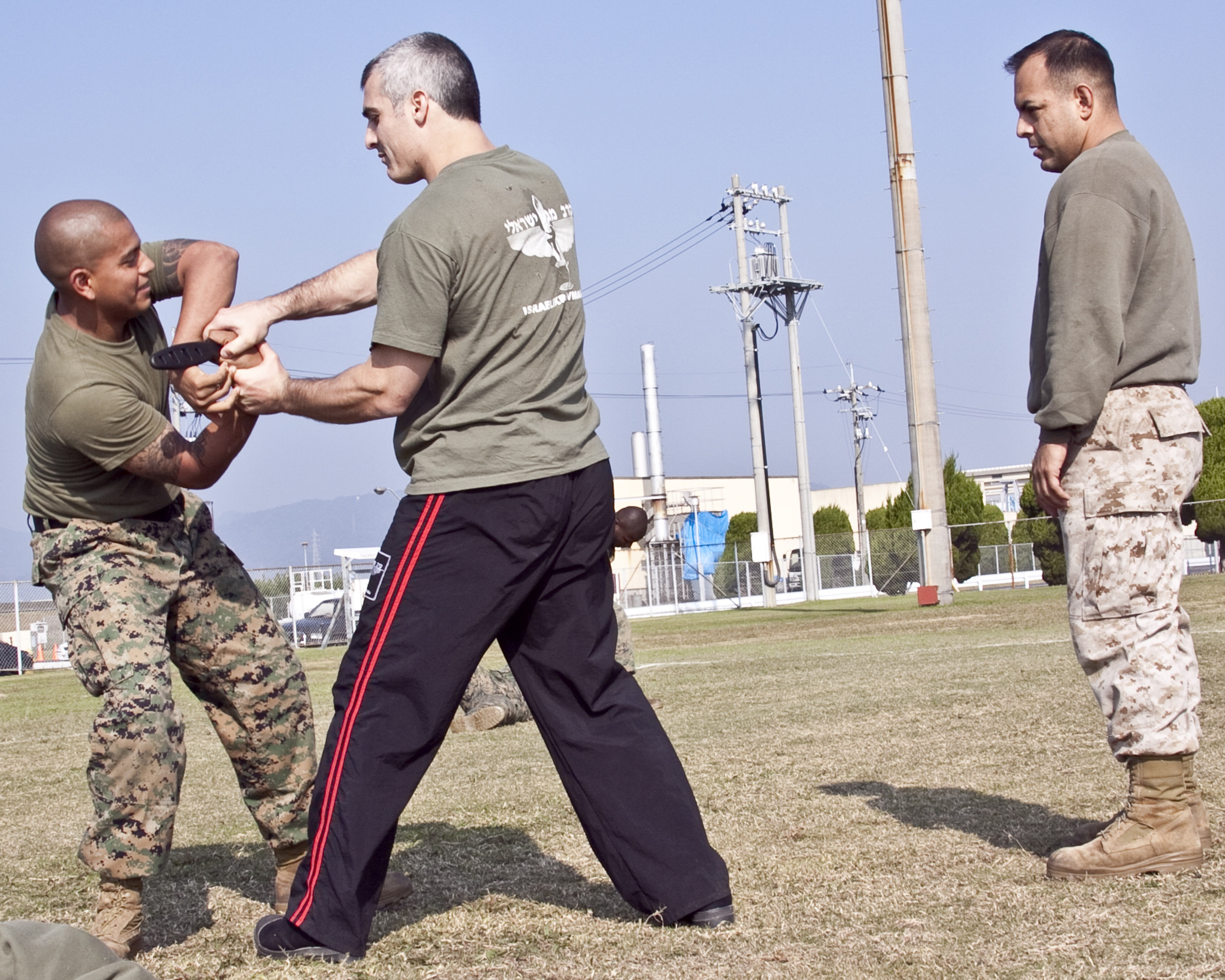
David Kahn, instrutor da IKMAGS, ensina técnicas de combate em Krav Maga a fuzileiros navais dos EUA. Iwakuni, Japão,.

Todos os soldados das Forças de Defesa de Israel, incluindo todas Unidades de Forças Especiais Israelenses, aprendem Krav Magá como parte de seu treinamento básico, embora a maioria dos alunos que não fazem parte das Forças Especiais gastem menos tempo treinando Krav Magá, até uma semana de treinamento, durante algumas horas por dia. Além do mais, o Krav Magá é o sistema tático defensivo usado para treinar a Polícia de Israel, a Inteligência de Israel e todas Divisões de Segurança. Krav Magá também é ensinado a civis, militares, agências de imposição da lei e agências de segurança ao redor do mundo. O exército sueco utiliza Krav Magá ligeiramente no treinamento de combate corpo-a-corpo para guerras urbanas. A Federação Internacional de Krav Magá em Netanya, fora de Israel treina alguns dos melhores guarda-costas do mundo, que utilizam Krav Magá como uma arte de combate comercial, já que ela inclui vários exercícios para evacuar pessoas importantes através de uma multidão hostil. Além disso, as táticas para executar vários oponentes rapidamente é vital para agentes de proteção pessoal.
No Brasil, o Israelense Mestre Avigdor Zalmon treina os agentes da GCM (Guarda Civil Metropolitana) de São Paulo e já treinou os agentes da Policia Federal e da Receita Federal.
Em Portugal, o Krav Magá integra de forma oficial o currículo de formação dos Oficiais da Força Aérea Portuguesa desde 2008, sob a responsabilidade técnica da Israeli Krav Maga Association, sendo também utilizado por diversas forças de segurança e unidades especiais não só da Polícia como das Forças Armadas.

## Sucessão e liderança
Há inúmeras organizações ao redor do mundo ensinando Krav Magá ou variantes. Desde a expansão de seu fundador, diferenças têm aparecido, com alegações concorrentes de descendência. Algumas organizações e indivíduos alegam ser a única descendência, enquanto outras argumentam que o Krav Magá é uma arte "aberta", que não deve ser propriedade de nenhuma pessoa ou grupo.. No Brasil, instituiu-se o dia 18 de janeiro como Dia Nacional do Krav Magá. Apesar das tentativas sucessivas de registrar comercialmente o uso de Krav Magá, não há um instrutor ou organização oficial no mundo, embora seja do conhecimento comum que a primeira Organização de Krav Magá a ser criada foi a Israeli Krav Maga Association (IKMA), fundada por Imi Lichtenfeld e por um conjunto dos seus melhores alunos em 1978, sendo a mais antiga Organização de Krav Maga existente. Atualmente é liderada pelo seu aluno mais graduado, o Grão Mestre Haim Gidon . No Brasil, Kobi Lichtenstein chegou na década de 1990, sendo um dos principais responsáveis pela difusão da modalidade na América do Sul.
A Escola Bukan de Krav Maga, com sede em Israel, afirma que Yaron Lichtenstein recebeu de Imi Lichtenfeld, o diploma de 9.º Dan e Grão-Mestre em Krav Maga, embasados por diversos documentos assinados pelo fundador. Estas e outras afirmações existentes no site de Yaron Lichtenstein, disponível em fotos, entretanto pode haver um viés de publicação uma vez que a informação encontra-se em poder do interessado.
O atual Presidente da Israeli Krav Maga Association em Israel, Haim Gidon, afirma que em uma cerimônia da IKMA, em que lhe foi concedido o 8.º Dan, Imi Lichtenfeld assegurou que o 9.º e 10.º seriam os próximos a virem. Desse modo, o presidente da IKMA passou a utilizar o 10.º Dan e o título de Grão-Mestre, pois este seria o desenrolar natural dos fatos. Para oficializar esse procedimento foi realizada uma eleição, em assembleia geral da IKMA, em que Haim Gidon foi declarado Grande Mestre e atribuído o 10.º Dan.
É importante registar que muitas críticas, por parte das demais organizações, são feitas em relação a essa sucessão da IKMA. Em primeiro lugar, a eleição realizada não representou todas as organizações de Krav Magá e, logo, não tem legitimidade frente a diversos praticantes em todo o mundo. Em segundo lugar, os críticos apontam que no vídeo utilizado pela IKMA para legitimar os 9.º e 10.º dan a Haim Gidon, ao contrário do que vem sendo dito, não há a afirmação de que o 9.º e 10.º Dan seriam concedidos ao mesmo, mas é um fato que Haim Gidon foi o seu aluno mais graduado. De fato, se percebe que um dos alunos presentes na cerimônia pergunta a Imi se o 8.º Dan que estava sendo concedido a Haim Gidon era a maior graduação no Krav Maga naquele momento. Imi responde: "No momento é, mas o 9.º e 10.º Dan ainda virão", não havendo qualquer menção de que estes graus seriam ofertados a Haim Gidon, mas isso seria o mais natural.
A Federação Sul Americana de Krav Maga - FSAKM, presidida por Kobi Lichtenstein, afirma que antes de sua expansão, Imi Lichtenfeld não nomeou um sucessor, mas como em todas as artes marciais, o sucessor seria sempre o mais graduado, neste caso Haim Zut.

## Associações e escolas
Escolas e associações de Krav Maga tem sido abertas por todo o mundo. Imi Lichtenfeld criou e presidiu uma única organização, a Israeli Krav Maga Association (IKMA), instituição criada por este em 1978, em conjunto com os seus melhores alunos, com o objetivo de servir de apoio, dar formação e divulgar o Krav Maga em Israel e no mundo .
Nos primeiros anos, havia poucas disputas pelo poder. As discordâncias entre os fundadores eram menores e eram resolvidas como se resolvem no seio de uma família. Imi Lichtenfeld tinha poder de veto e era a figura dominante, muito respeitado. Com a proliferação do sistema e o surgimento da segunda geração de sócios, as disputas internas e discordâncias foram aumentando. Os principais temas de discussão eram a gestão da organização, as diferenças de opinião sobre a eficácia das técnicas, e, mais importante, a luta pelo estatuto individual.
Um pouco por todo o mundo existem associações e escolas, muitas delas fundadas por antigos alunos de Imi Lichtenfeld ou por Instrutores formados pela IKMA, estando ligadas ao método de ensino do próprio Imi Lichtenfeld, divergindo por vezes do Krav Maga original adaptando-o e alterando-o conforme as suas necessidades e realidades dos países onde se encontram.
No final da década, alguns dos mais graduados alunos de Imi decidem afastar-se da Israeli Krav Maga Association e formar as suas próprias organizações, com métodos de formação e graduação próprios, todos alegando tê-lo feito com o consentimento do Presidente da Organização.
Em 2004 Haim Gidon é eleito em assembleia geral Presidente da Israeli Krav Maga Association.
Procurando a expansão do sistema ou por divergência com opções tomadas por Imi e pela Direcção da Israeli Krav Maga Association, surgiram assim diferentes Organizações da modalidade:
- Eli e Avi Avikzar deixam IKMA em 1987, fundam sua própria organização chamada KAMI e um estilo divergente do Krav Maga, o Krav Magen. Eli foi o primeiro aluno de Imi Lichtenfeld a ter recebido a graduação de 8.º Dan, obtida apenas por Haim Gidon em 1996. Eli morreu em 2004 e Avi assume desde então o comando da organização.
- Haim Zut deixa a IKMA em 1994 como 7.º Dan, fundando a Kapap/Krav Maga Federation
- Eyal Yanilov afasta-se da IKMA em 1994 como 7.º Dan. Em 24 de Outubro de 1995 Eyal e alguns dos seus instrutores pediram permissão a Imi para iniciar a sua própria organização - IKMF ou International Krav Maga Federation. Os fundadores da IKMF foram: Eyal Yanilov, Eli Ben-Ami, Gabi Noah, Micki Asulim, Zev Cohen e Shachar Klarfeld. Eyal é nomeado instrutor chefe da IKMF. Em 2010 por novas divergências com os restantes membros da direcção da IKMF, Eyal afasta-se e cria a Krav Maga Global (KMG).
- Richard Douieb cria a Federação Europeia de Krav Maga em 1988. Afasta-se da IKMA definitivamente em 1998 após a morte de Imi como 5.ºDan.
- A partir de então, no Brasil, Kobi Lichtenstein, da Federação Sul-Americana de Krav Maga, Yaron Lichtenstein, da Bukan School of Krav Maga e outros mestres vindos de outras partes do mundo formam novos faixas pretas. Alguns destes acabam se desligando dessas organizações, como a escola PRO Krav Maga do Professor João Batista Andrade Neto e fundam suas próprias organizações, como houve em Israel.
Em 1999, Avigdor Zalmon o introdutor do Krav Magá no Estado de São Paulo abre a primeira academia do estado, no bairro de Perdizes, na Capital Paulista. A academia é chamada Centro de Krav Magá Perdizes, e é conhecida também por muitos como Centro Paulista de Krav Magá. Em 2020, Avigdor Zalmon cria a Federação Internacional de Krav Magá.

## Graduação (faixas)
O sistema de graduação escolhido pelo fundador para o Krav Maga foi o de faixas coloridas criado por Jigoro Kano - criador do Judô. Atualmente, o Krav Maga possui diversos sistemas de graduação e variações.

### Sistema de faixas
| Cor | Nível                                   |
|     | Faixa branca                            |
|     | Faixa amarela                           |
|     | Faixa laranja                           |
|     | Faixa verde (mínimo para ser instrutor) |
|     | Faixa azul                              |
|     | Faixa marrom                            |
|     | Faixa preta                             |
|     | Faixa vermelha e branca                 |
|     | Faixa vermelha                          |

### Sistema de faixas com o tempo de permanência mínimo
| Cor | Nível                                    | Tempo        |
|     | Faixa branca                             | 6 a 12 meses |
|     | Faixa amarela                            | 1 ano        |
|     | Faixa laranja                            | 18 meses     |
|     | Faixa verde                              | 18 meses     |
|     | Faixa azul                               | 2 anos       |
|     | Faixa marrom                             | 2 anos       |
|     | Faixa Preta 1.º Dan                      | 4 anos       |
|     | Faixa Preta 2.º Dan                      | Indefinido   |
|     | Faixa Preta 3.º Dan                      | Indefinido   |
|     | Faixa Preta 4.º Dan                      | Indefinido   |
|     | Faixa Preta 5.º Dan                      | Indefinido   |
|     | Faixa Vermelha e Branca (6.º ao 9.º Dan) | Indefinido   |
|     | Faixa Vermelha (10.º Dan)                | Reservado    |

NOTA | período de passagem mínimo, mediante prática constante e evolutiva. Aluno proposto a exame avaliativo quando o Mestre ou Instrutor o considera tecnicamente apto para tal, independentemente do tempo decorrido.

## Organizações governamentais
Além de diversos civis ao redor do mundo, várias organizações governamentais utilizam o Krav Maga, dentre elas:
- Academia da Força Aérea (Portugal);
- Comando de Operações Táticas (COT), no Brasil;
- Federal Bureau of Investigation (FBI), nos Estados Unidos;
- Corpo de Fuzileiros Navais dos Estados Unidos (Marines);
- Central Intelligence Agency (CIA), nos Estados Unidos;
- Guarda Costeira dos Estados Unidos;
- SWAT, nos Estados Unidos;
- Groupe d'Intervention de la Gendarmerie Nationale (GIGN), França;
- BOPE - Batalhão de Operações Especiais/Polícia Militar do Estado do Rio de Janeiro, no Brasil;
- Marinha do Brasil.
- Forças Especiais do Exército;
- Operações Especiais dos Fuzileiros Navais;
- Polícia do Senado Federal;
- Guarda Municipal do Rio de Janeiro;
- Escola de Material Bélico;
- IPD (Instituto de Pesquisa e Desenvolvimento do Exército);
- 1.º Batalhão de Polícia do Exército;
- 3.º Batalhão de Infantaria;
- 12.º BPM;
- 9.º Esquadrão de Cavalaria Montado
- Dentre várias outras empresas privadas de todos os setores e empresas de segurança, que não autorizaram a divulgação.